# Passage de Crimée
Passage de Crimée är en passage i Quartier de la Villette i Paris nittonde arrondissement. Passagen är uppkallad till minne av Krimkriget (1853–1856), franska: guerre de Crimée. Passage de Crimée börjar vid Rue de Crimée 219–223 och slutar vid Rue Curial 52.

## Omgivningar
- Saint-Jacques-Saint-Christophe
- Cité Pottier
- Passage Desgrais

## Bilder
| - Passage de Crimée. - Gatuskylt. - Saint-Jacques-Saint-Christophe. - Cité Pottier. - Passage Desgrais. |

## Kommunikationer
- Tunnelbana – linje  – Crimée
- Busshållplats Crimée – Curial – Paris bussnät

### Webbkällor
- ”Passage de Crimée”. Mairie de Paris. https://web.archive.org/web/20160303211049/http://www.v2asp.paris.fr/commun/v2asp/v2/nomenclature_voies/Voieactu/2436.nom.htm. Läst 19 september 2023.
- ”Passage de Crimée (19ème arrondissement)”. Les rues de Paris. https://web.archive.org/web/20190929124520/http://www.parisrues.com/rues19/paris-19-passage-de-crimee.html. Läst 19 september 2023.